# Philipp Lonitzer
Philipp Lonitzer oder Philipp Lonicer (latinisiert Lonicerus) (* 1543 in Marburg; † 30. Juli 1599 in Friedberg) war ein deutscher Historiker und evangelischer Theologe.

## Leben und Werk
Lonitzer war ein Sohn des Marburger Theologen Johann Lonitzer und jüngerer Bruder des Arztes und Naturforschers Adam Lonitzer. Am 23. November 1568 berief ihn der Rat der Stadt Frankfurt am Main zum Rektor des städtischen Gymnasiums. Am 27. Juli 1576 erhielt er auf eigenen Wunsch seinen Abschied aus diesem Amt. 1582 wurde er Prediger in Friedberg, wo er bis zu seinem Tode blieb.
Seine bedeutendsten Werke sind eine 1576 herausgegebene lateinische Übersetzung der Gesta Danorum und die 1584 in drei Bänden bei Sigmund Feyerabend erschienene Chronica turcica.